# Santa Cecília de Montardit de Dalt
Santa Cecília de Montardit de Dalt és l'església parroquial del poble de Montardit de Dalt, en el terme municipal de Sort, a la comarca del Pallars Sobirà.
Pertanyia a l'antic terme d'Enviny. Està situada a l'extrem sud-oriental del poble, al costat del cementiri. Església parroquial, tenia com a sufragànies les de Sant Pere de l'Hostal i Santa Coloma de Llarvén, a Montardit de Baix, així com l'ermita de la Mare de Déu del Soler i l'antiga església de la Santa Creu d'Enviny. És una obra inclosa a l'Inventari del Patrimoni Arquitectònic de Catalunya.
Església de tres naus de les quals la central és de majors proporcions i alçada, amb un pis superior sobre les dues laterals. A cadascuna d'aquestes s'obre una galeria. La capçalera és rectangular i està orientada. Les naus estan cobertes amb voltes d'aresta. La porta es troba a la façana de ponent. Molt senzilla, es tracta d'un arc de mig punt format per dovelles ben tallades. A la mateixa façana s'hi obre, per damunt de la porta, una petita rosassa i a la dreta s'aixeca la torre-campanar de secció quadrangular que es transforma en octogonal a partir del nivell de la coberta de llicorella. De la parròquia de Santa Cecília depenen les esglésies de Ribera de Montardit i de Llarvent.